# کلاه صورت‌پوش

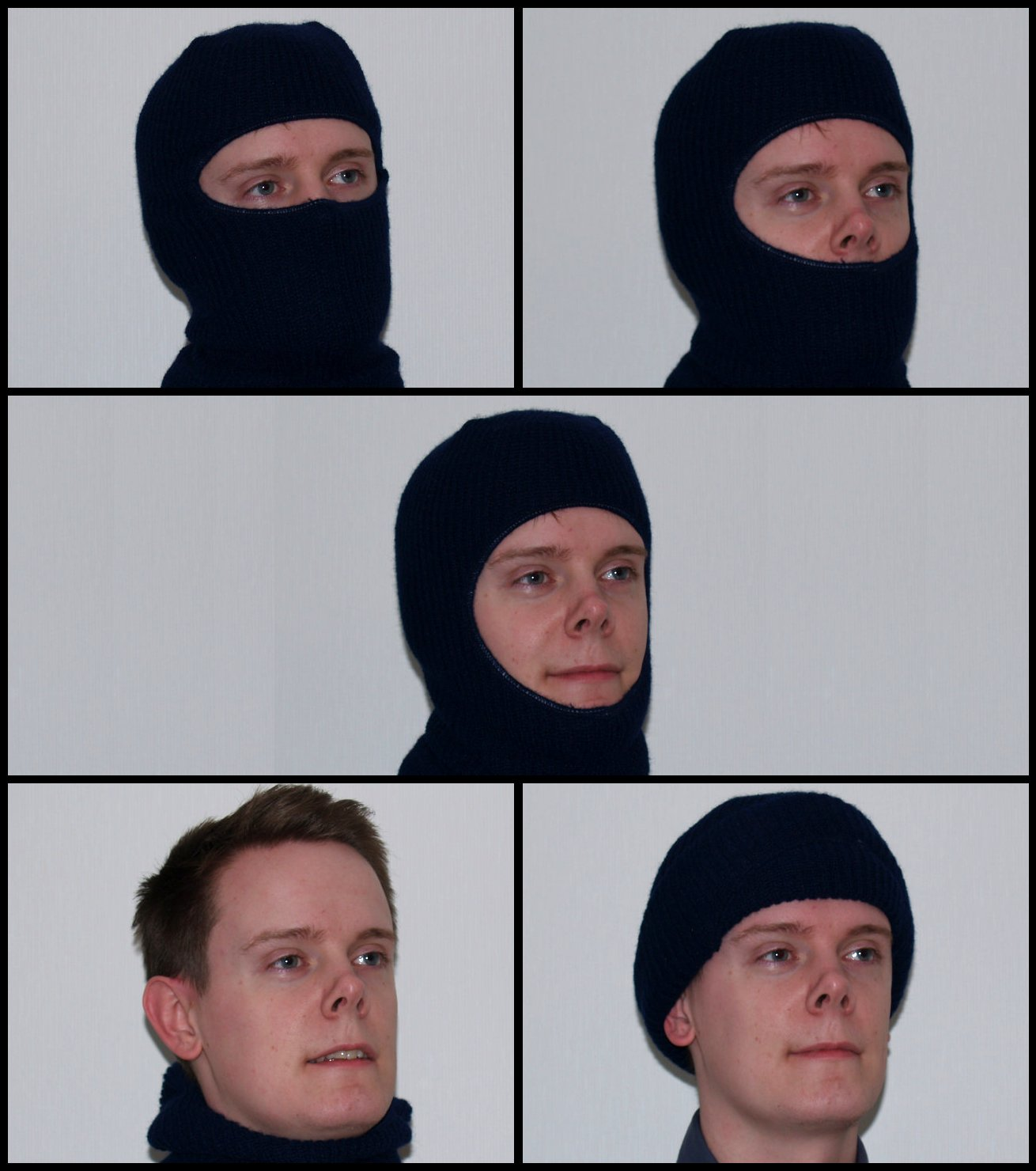
شیوه های گوناگون پوشیدن کلاه صورت پوش

کلاه صورت پوش، نقاب اسکی یا بالاکلاوا (به روسی: Балаклава) نوعی پوشاک برای سر می‌باشد. این کلاه حالت پوششی داشته و می‌تواند همه صورت به جزء چشم‌ها را بپوشاند. این کلاه را نیز در هنگام بازی اسکی و برای محافظت در برابر آفتاب می‌پوشند.